# 34771 Lilauren
34771 Lilauren è un asteroide della fascia principale. Scoperto nel 2001, presenta un'orbita caratterizzata da un semiasse maggiore pari a 2,4474961 au e da un'eccentricità di 0,1646676, inclinata di 3,03210° rispetto all'eclittica.